# Cassiopeja
Cassiopeja (latin: Cassiopeia) är en stjärnbild på norra stjärnhimlen, där stjärnorna bildar något som liknar ett W. Cassiopeja är cirkumpolär sett från Sverige.
Den är en av de 88 moderna stjärnbilderna som erkänns av den Internationella astronomiska unionen.

## Historik
Cassiopeja var en av de 48 konstellationerna, som listades av den antike astronomen Klaudios Ptolemaios i sitt samlingsverk Almagest.

## Mytologi
Kassiopeia (lat. Cassiopeia) var i grekisk mytologi maka till Kepheus (lat. Cepheus) och mor till Andromeda. Alla dessa tre har fått ge namn åt stjärnbilder.
Kassiopeia skröt om att hon och hennes dotter Andromeda båda var vackrare än Nereiderna, en grupp havsnymfer. Detta retade Poseidon som fäste Kassiopeia på himlavalvet och lät henne rotera runt polstjärnan så att hon skulle hänga upp och ner halva tiden.

## Stjärnor

Stjärnbilden Cassiopeia som den kan ses med blotta ögat.

Cassiopeja är lätt att känna igen på sin tydliga W-form, en asterism som bildas av fem ljusstarka stjärnor. Från vänster till höger: Epsilon, Delta, Gamma, Alfa och Beta Cassiopeiae.
- γ - Gamma Cassiopeiae är en ljusblå underjätte och är för närvarande den ljusstarkaste stjärnan. Den är en eruptiv variabel som är prototypstjärna för Gamma Cassiopeiae-variabler. Dessa varierar oregelbundet i ljusstyrka. Gamma Cassiopeiae varierar mellan magnitud 2,20 och 3,40 och befinner sig för närvarande i sin ljusaste fas. På kinesiska heter stjärnan Tsih, vilket betyder “piskan”. Den har också fått smeknamnet Navi, av den amerikanske astronauten Virgil Ivan Grissom. Navi är Ivan baklänges. Stjärnan användes som referenspunkt vid astronauternas navigation.
- α - Schedar (Alfa Cassiopeiae, Shedir) är en orange jätte av magnitud 2,24. Den misstänks variera något i ljusstyrka.
- β - Caph (Beta Cassiopeiae) är en gulvit jätte och en Delta Scuti-variabel. Bland dessa är den näst ljusstarkast, efter Altair i Örnens stjärnbild. Dess genomsnittliga magnitud är 2,28. Caph är ett arabiskt namn och stjärnan har fler arabiska namn: al-Sanam al-Nakah och al-Kaff al-Khadib.
- δ - Ruchbah (Delta Cassiopeiae) är en förmörkelsevariabel, en sorts dubbelstjärna, och varierar i ljusstyrka 2,68 – 2,74. Huvudstjärnan är en vit jätte. Delta Cassiopeiae kallas också Ksora.
- ε - Segin (Epsilon Cassiopeiae) blåvit jätte av magnitud 3,35.

Mindre ljusstarka stjärnor är:
- η - Achird (Eta Cassiopeiae) är en dubbelstjärna som endast ligger 19,4 ljusår bort. Huvudstjärnan är en vit stjärna och RS Canum Venaticorum-variabel och är av magnitud 3,46.
- ζ - Zeta Cassiopeiae är en blåvit underjätte av magnitud 3,69.
- ρ - Rho Cassiopeiae är en gul hyperjätte, en av endast sju kända stjärnor i Vintergatan av den typen. Den tillhör också en av de mest luminösa stjärnorna och är synlig för blotta ögat trots att avståndet är cirka 11650 ljusår. Den har absolut magnitud -7,5 och är därmed en halv miljon gånger ljusare än solen. Den skenbara magnituden varierar mellan 4,1 och 6,2 men är oftast 4,5.

## Djuprymdsobjekt

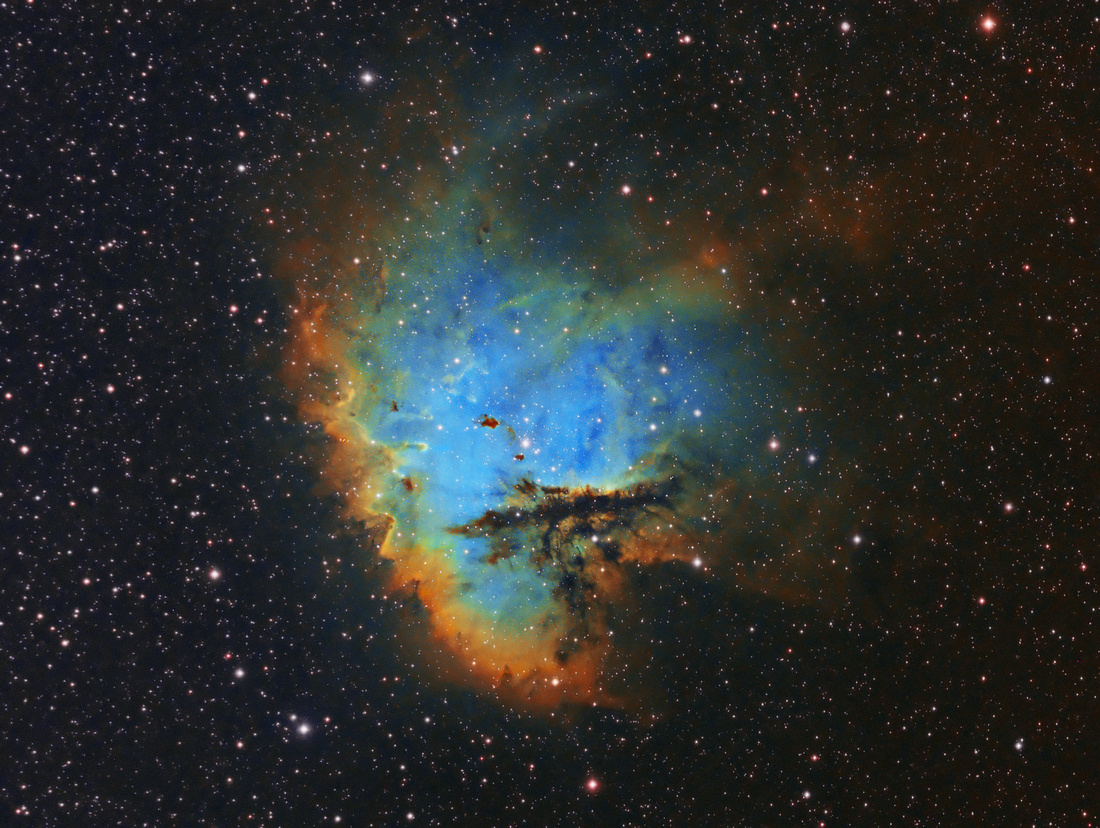
Nebulosan NGC 281.

Det finns en hel del intressanta objekt i Cassiopeja. Här är några exempel.

### Stjärnhopar
- Messier 52 (NGC 7654) är en öppen stjärnhop av magnitud 6,9.
- Messier 103 (NGC 581) är en öppen stjärnhop av magnitud 7,4.
- NGC 457 (Caldwell 13, Ugglehopen eller ET-hopen) är en öppen stjärnhop av magnitud 6,4.
- NGC 559 (Caldwell 8) är en öppen stjärnhop av magnitud 9,5.
- NGC 654 är en öppen stjärnhop av magnitud 6,5.
- NGC 663 (Caldwell 10) är en öppen stjärnhop av magnitud 7,1.
- NGC 7789 är en öppen stjärnhop av magnitud 6,7.

### Galaxer
- NGC 147 (Caldwell 17) är en sfärisk dvärggalax av magnitud 9,5. Den är satellitgalax till Andromedagalaxen.
- NGC 185 (Caldwell 18) är också en sfärisk dvärggalax och en satellit till Andromedagalaxen. Magnitud 9,2.
- NGC 278 är en spiralgalax av magnitud 10,8.

### Nebulosor
- NGC 281 är en H II-region som fått smeknamnet Pacman-nebulosan, för att den liknar figuren i datorspelet. Magnitud 7[7].
- NGC 7635 (Caldwell 11) är en emissionsnebulosa och H II-region.
- IC 1805 (Hjärtnebulosan) är en emissionsnebulosa av magnitud 6,5.
- IC 1848 (Själnebulosan) är en annan emissionsnebulosa av magnitud 6,5.

### Supernovor
- SN 1572 (B Cassiopeiae, Tycho Brahes supernova) var en supernova som var synlig för blotta ögat. Utbrottet skedde tidigt i november 1572 och upptäcktes oberoende av många personer.[8] Detta är en av de viktigaste händelserna i astronomins historia eftersom samtida astronomer insåg att stjärnhimlen inte var helt statisk. Tycho Brahe var långt ifrån den förste att observera utbrottet, men gjorde noggranna observationer och beskrev händelsen i sitt verk De Nova Stella (Den nya stjärnan).[9]
- Cassiopeia A är näst efter solen den starkaste astronomiska radiokällan på jordens himmel. Det är en rest efter ett supernova som beräknas ha skett omkring 1667 men utbrottet observerades såvitt känt inte från jorden. Den är också den första radiokällan utanför solsystemet som upptäcktes 1947.

## Landskapsstjärnbild
Cassiopeja är också det svenska landskapet Skånes landskapsstjärnbild.